# Dmitrij Kabutov
Dmitrij Alievič Kabutov (in russo Дми́трий Али́евич Кабу́тов?; Sokur, 26 marzo 1992) è un calciatore russo, centrocampista del Rubin.

## Caratteristiche tecniche
È un esterno destro.

## Carriera

### Club
Ha collezionato oltre 150 presenze nella seconda divisione russa.
Ha debuttato in Prem'er-Liga il 4 marzo 2018 disputando con lo SKA-Chabarovsk l'incontro perso 1-0 contro il Tosno.

### Nazionale
Ha giocato nelle nazionali giovanili russe Under-19 ed Under-21.

## Palmarès

### Club

#### Competizioni nazionali
- Pervaja Liga: 1

Rubin: 2022-2023